# Text REtrieval Conference
Le Text REtrieval Conference (TREC) est un programme conçu comme une série d'ateliers dans le domaine de la recherche d'information (RI ou IR).
Ce programme est soutenu conjointement par le National Institute of Standards and Technology (NIST) et par l'Advanced Research and Development Activity (ARDA) Center du département de la Défense des États-Unis. Il a débuté en 1992 dans le cadre du projet TIPSTER. Son but est d'encourager les travaux dans le domaine de la recherche d'information en fournissant l'infrastructure nécessaire à une évaluation objective à grande échelle des méthodologies de recherche textuelle et accroitre la rapidité du transfert de technologie.
En 2001 et 2002, la conférence a organisé des campagnes d'évaluation sur la segmentation, l'indexation et la recherche par le contenu dans les vidéo. Cela est devenu en 2003 une campagne d'évaluation indépendante sous le nom de TRECVID.